# رفاهیه
رفاهیه (کردی: Gercan) شهری در ترکیه است.